# Antoine Vermorel-Marques
Pour les articles homonymes, voir Marques (homonymie).
Antoine Vermorel-Marques, né le 17 février 1993 à Roanne (Loire), est un homme politique français.
Membre des Républicains, il est élu député dans la 5e circonscription de la Loire lors des élections législatives de 2022. Après la dissolution de l'Assemblée nationale en juin 2024, il est réélu député de la Loire avec 51% des voix dans une triangulaire face au Rassemblement national et au Nouveau Front Populaire.

## Biographie

### Jeunesse et études
Fils d'un éleveur laitier, il effectue ses études au collège « Le Breuil » de Saint Just en Chevalet (42430), puis au lycée Albert-Thomas de Roanne, où il obtient son baccalauréat en 2011,. Il entre à l'Institut d'études politiques de Paris dont il sort diplômé en 2016.
En 2014, il co-fonde un collectif d'étudiants afin de protester contre la suppression de la bourse au mérite par le gouvernement d'alors,,. Après avoir déposé un référé-suspension auprès du Conseil d’État, le collectif obtient le rétablissement de cette bourse par le gouvernement au mois de mars 2015.

### Parcours politique
En juin 2017, il intègre l’Assemblée nationale en tant que collaborateur parlementaire de Robin Reda, puis de Damien Abad. Il devient en 2019 conseiller presse et politique au groupe Les Républicains.
Tête de liste aux municipales en 2020, sans liste d'opposition il est élu adjoint au maire de Renaison en 2020. Benjamin du conseil communautaire, il devient vice-président au tourisme de Roannais agglomération. En juin 2021, il est élu plus jeune conseiller départemental de la Loire dans le canton de Renaison[source insuffisante]. Il préside depuis Loire Tourisme[pertinence contestée].
À 29 ans, il est élu député de la 5e circonscription de la Loire lors des élections législatives de 2022. Il a pour suppléante Fanny Fesnoux, adjointe au maire de Roanne. Laurent Wauquiez, avec qui il est en froid, a tenté de bloquer sa candidature.
À la suite de la soudaine dissolution de l'Assemblée nationale en 2024, il mène une campagne de trois semaines sur une ligne "100% libre", soulignant qu'il n'est  « pas l’homme d’un parti », et conserve son siège de député de la Loire, le 7 juillet, avec 51% des suffrages dans une triangulaire face au Rassemblement national et au Nouveau Front Populaire. Le 17 juillet 2024, il est élu vice-président de La Droite Républicaine (ex-LR) à l'Assemblée nationale, groupe parlementaire présidé par Laurent Wauquiez. Il est proche de Michel Barnier, devenu premier ministre en septembre 2024.

### Positionnement politique
Il appelle à voter Emmanuel Macron au second tour de la présidentielle 2022 et relaie au cours du même printemps 2022 l'appel de Nicolas Sarkozy à former une coalition LREM-LR.
Soucieux d'écologie, il tente de faire bouger les lignes au sein du parti Les Républicains sur cette question et en défend une « vision compatible avec le libéralisme économique ». Le journal Le Monde le décrit comme « le jeune visage écologiste du parti ».
Il estime qu'à la source de son positionnement écologiste, en rupture avec le positionnement traditionnel de son parti longtemps réputé plutôt climatosceptique, « il y a un fait générationnel : ma génération est sans doute la première à avoir été éduquée à l’écologie et à être victime du dérèglement climatique. Elle se demande quel monde elle va laisser à ses enfants ».
Il dépose le 13 février 2024 une proposition de loi visant à instaurer « un système de bonus-malus de façon à ce que le 'made in France' soit moins cher et que le 'made in China' soit plus cher ».

## Synthèse des résultats électoraux

### Élections législatives
| Année | Parti | Parti | Circonscription | 1er tour | 1er tour | 1er tour | 2d tour | 2d tour | 2d tour | Issue |
| Année | Parti | Parti | Circonscription | Voix     | %        | Rang     | Voix    | %       | Rang    | Issue |
| ----- | ----- | ----- | --------------- | -------- | -------- | -------- | ------- | ------- | ------- | ----- |
| 2022  |       | LR    | 5e de la Loire  | 13 031   | 25,77    | 1er      | 24 575  | 61,72   | 1er     | Élu   |
| 2024  |       | LR    | 5e de la Loire  | 29 832   | 41,99    | 1er      | 36 613  | 51,11   | 1er     | Élu   |